# Herrschaft Wartenburg
Der Sitz der Herrschaft Wartenburg befand sich im heutigen Altwartenburg, einer Ortschaft der Gemeinde Timelkam an der Gemeindegrenze zu Vöcklabruck.

## Eigentümer beziehungsweise Lehensnehmer

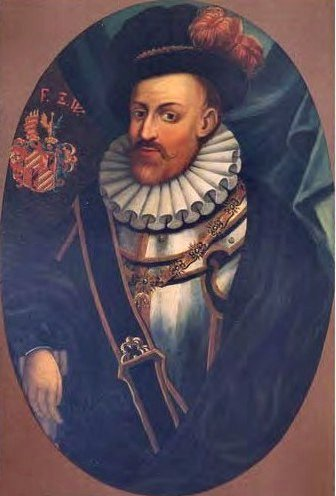
Wolfgang Freiherr von Polheim (1458–1512)

Urkundlich wurde die Herrschaft erstmals mit Arnold von Wartenburg 1128 in der Stiftungsurkunde des Benediktinerstiftes Gleink genannt.
Im Jahr 1319 wurde mit Ortolf von Pollheim erstmals ein Polheimer als Inhaber des Eigens genannt, das danach über 300 Jahre im Besitz der Herren von Pollheim (Linie Polheim-Wartenburg) verblieb. Einer der bedeutendsten Besitzer war Wolfgang von Polheim (1458–1512), der im nahegelegenen Oberthalheim das erste Kloster der Paulaner im deutschsprachigen Raum stiftete. Sein Sohn Cyriak von Polheim (1495–1533) und dessen Nachkommen schlossen sich der Reformation an.
Im Zuge der Gegenreformation wurde die Herrschaft um 1640 von dem protestantischen Ludwig von Pollheim an den katholischen Tobias Nütz von Goisernburg veräußert. Diesem gelang es, das Lehen in freies Eigen umzuwandeln. Im 17. Jahrhundert waren mit Wartenburg auch die Herrschaft Oberperckham, Sitz Schwarzgrub, die Peisserischen Untertanen, Schloss Ainwalding und die Feste Windern vereinigt.
Um 1729 kaufte Johann Albert Graf Saint-Julien-Wallsee aus der Nützischen Konkursmasse die Herrschaft. Dieser erbaute auch das Schloss Neuwartenburg am anderen Ufer der Vöckla. Das Schloss wurde für den Kaiser und seine Frau erbaut, die dort 3 Tage wohnten. Anschließend gab es mehrere Eigentümerwechsel (Johann Ignaz von Ghelen, Freiherr Johann Georg von Grechtler, Freiherr von Reischach, Ludwig von Ratzesberg) und kam 1869 wieder in den Besitz der Grafen Saint-Julien-Wallsee. Mit Ende der Monarchie wurde die Herrschaft hinfällig.
Die Erinnerung an das Anwesen lebt in den Bezeichnungen der Katastralgemeinde Wartenburg (Gemeinde Timelkam) respektive der Ortschaften Neuwartenburg und Altwartenburg weiter.

## Herrschaftssitze
- Burg Wartenburg befand sich auf einer Anhöhe am linken Vöcklaufer und wurde im 18. Jahrhundert zum Teil abgebrochen.[3] Derzeit ist nur noch der runde Bergfried vorhanden.[2]

- Schloss Alt-Wartenburg: Tobias Nütz von Goisernburg, der die Herrschaft 1639 von Ludwig von Polheim ankaufte, baute auf einer der Burg benachbarten Bergkuppe ein Schloss. Der neue Herrschaftssitz wurde teilweise mit dem Abbruchmaterial der alten Burg errichtet, ein Vischer-Stich aus dem Jahr 1674 zeigt aber alte Burg und neuen Ansitz durch ein Brückenwerk verbunden.[3] 1678 brannte das Schloss ab, wurde jedoch 1689/90 neu errichtet. Nach dem Bau des Schlosses Neu-Wartenburg 1732 hatte das Schloss Alt-Wartenburg nur mehr einen untergeordneten Zweck und nach dem Zweiten Weltkrieg verfiel das Schloss weitgehend zu einer Ruine. Bis 2010 wurde das Areal für gelegentliche Open-Air-Veranstaltungen genutzt.[2] Das Burgareal und sämtliche Zugangswege sind bis auf Widerruf behördlich gesperrt (Stand 2020).

- Schloss Neuwartenburg befindet sich am rechten Vöcklaufer unterhalb der Burg Wartenburg und wurde zwischen 1730 und 1732 im Auftrag von Johann Albert Graf Saint-Julien-Wallsee (1673–1766) vom Wiener Architekten Anton Erhard Martinelli erbaut.[4]

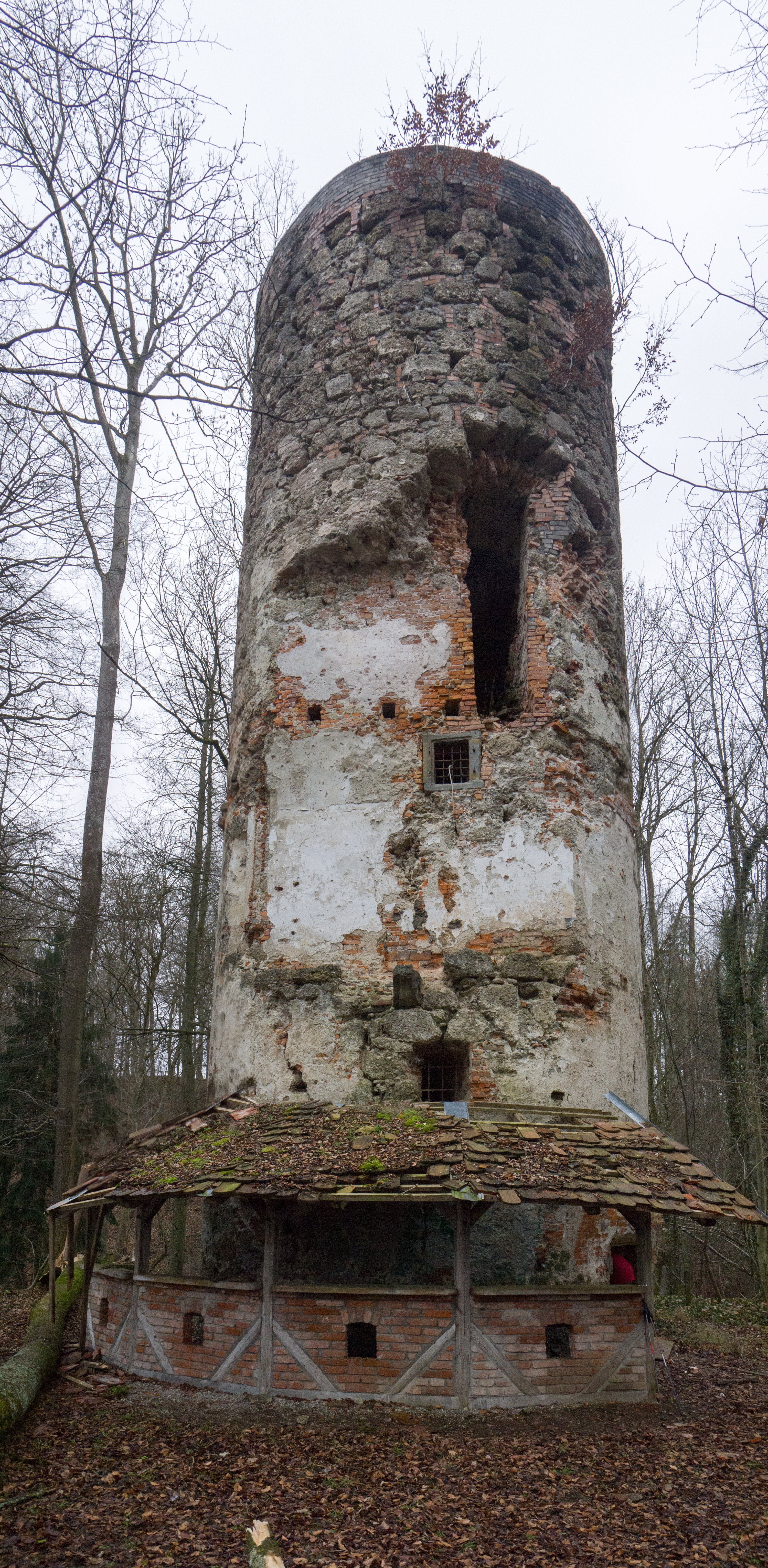
Burgfried der Burg Wartenburg
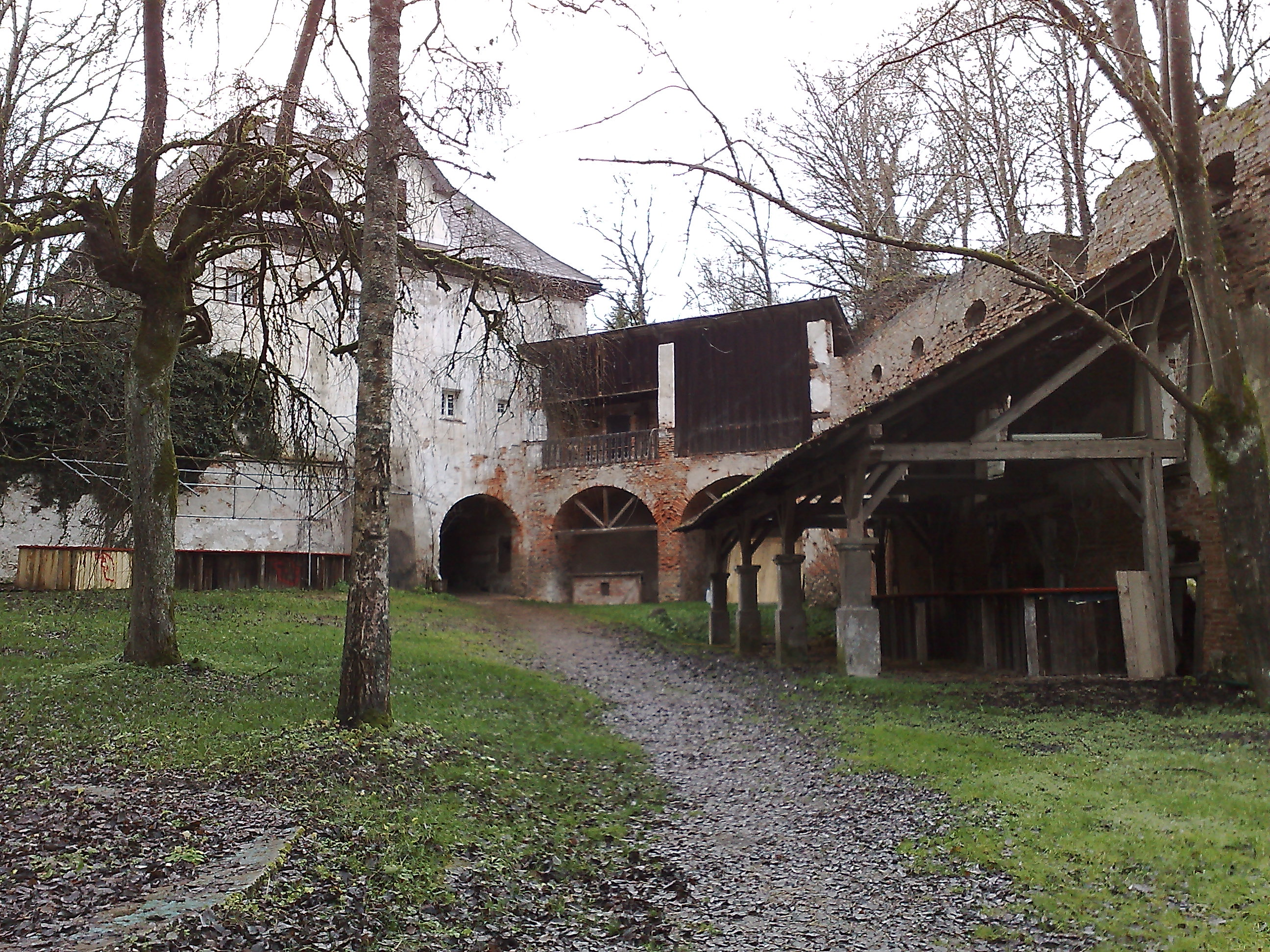
Schloss Alt-Wartenburg
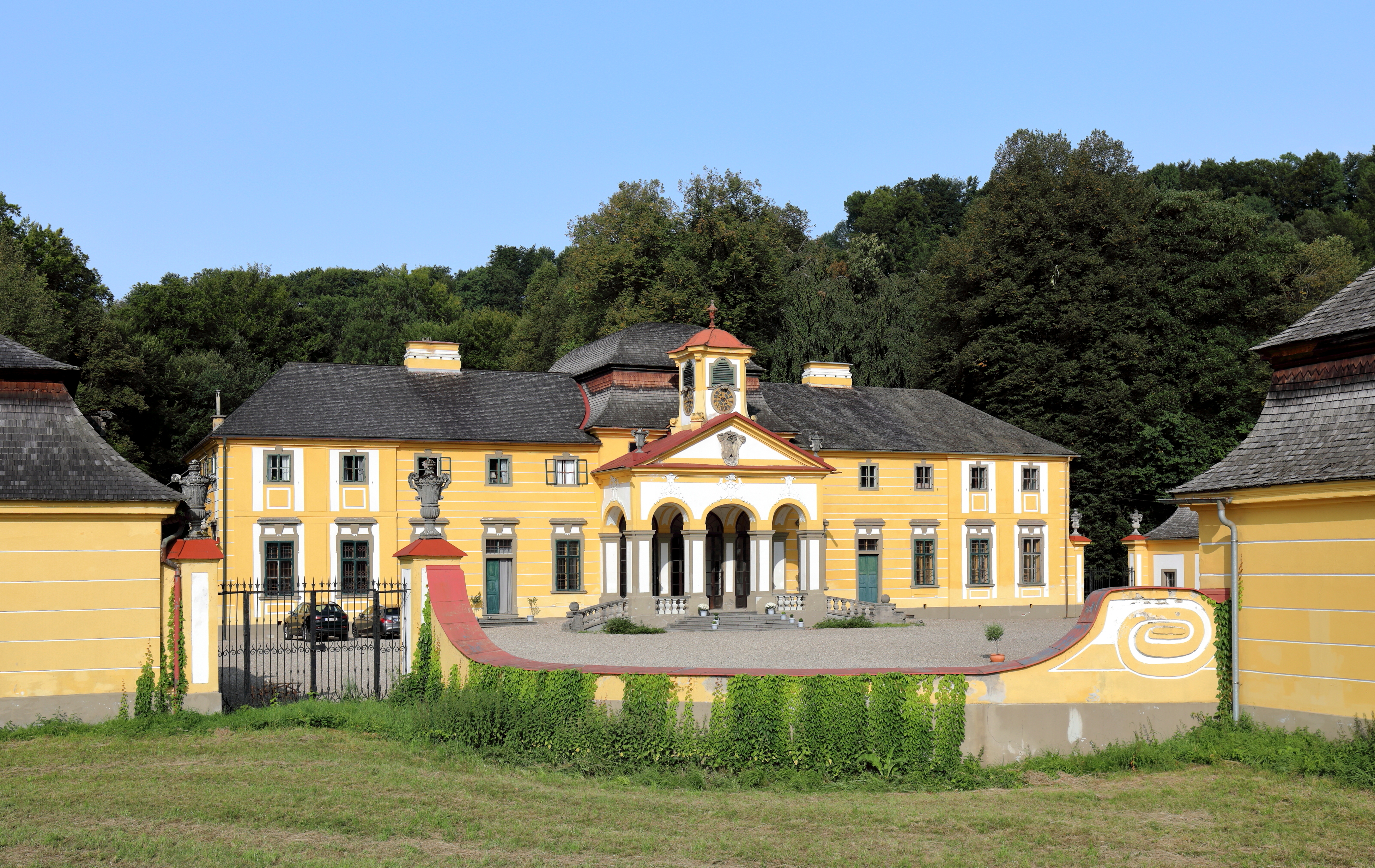
Schloss Neu-Wartenburg